# Tongdaewŏn
Tongdaewŏn (kor. 동대원구역, Tongdaewŏn-guyŏk) – jedna z 19 dzielnic stolicy Korei Północnej, Pjongjangu. Znajduje się we wschodniej części miasta, lecz niedaleko od Śródmieścia. W 2008 roku liczyła 143 561 mieszkańców. Składa się z 18 osiedli (kor. dong). Graniczy z dzielnicami Taedonggang od północy, Sŏn’gyo od południa, a także jest oddzielona rzeką Taedong od centralnej dzielnicy Chung. Na drugi brzeg rzeki z dzielnicy Tongdaewŏn można się dostać dwoma mostami: Ongnyu oraz Taedong.

## Historia
Tereny dzielnicy zostały przyłączone do Pjongjangu w 1946 roku. W 1959 roku weszły w skład istniejącej do dziś dzielnicy Sŏn’gyo. Jako samodzielna jednostka administracyjna dzielnica Tongdaewŏn powstała w październiku 1960 roku.

## Podział administracyjny dzielnicy
W skład dzielnicy wchodzą następujące jednostki administracyjne:
| Nazwa jednostki administracyjnej | Rodzaj jednostki administracyjnej | Chosŏn’gŭl | Hancha    |
| -------------------------------- | --------------------------------- | ---------- | --------- |
| Ryul-dong                        | osiedle                           | 률동       | 栗洞      |
| Taesin-dong                      | osiedle                           | 대신동     | 大新洞    |
| Munsin-1-dong                    | osiedle                           | 문신1동    | 文新1洞   |
| Munsin-2-dong                    | osiedle                           | 문신2동    | 文新2洞   |
| Tongdaewŏn-1-dong                | osiedle                           | 동대원1동  | 東大院1洞 |
| Tongdaewŏn-2-dong                | osiedle                           | 동대원2동  | 東大院2洞 |
| Sinhŭng-1-dong                   | osiedle                           | 신흥1동    | 新興1洞   |
| Sinhŭng-2-dong                   | osiedle                           | 신흥2동    | 新興2洞   |
| Sinhŭng-3-dong                   | osiedle                           | 신흥3동    | 新興3洞   |
| Silli-dong                       | osiedle                           | 신리동     | 新里洞    |
| Tongsin-1-dong                   | osiedle                           | 동신1동    | 東新1洞   |
| Tonsin-2-dong                    | osiedle                           | 동신2동    | 東新2洞   |
| Tonsin-3-dong                    | osiedle                           | 동신3동    | 東新3洞   |
| Raengch'ŏn-1-dong                | osiedle                           | 랭천1동    | 冷泉1洞   |
| Raengch'ŏn-2-dong                | osiedle                           | 랭천2동    | 冷泉2洞   |
| Saesallim-dong                   | osiedle                           | 새살림동   | 새살림동  |
| Samma-1-dong                     | osiedle                           | 삼마1동    | 三馬1洞   |
| Samma-2-dong                     | osiedle                           | 삼마2동    | 三馬2洞   |

## Ważne miejsca na terenie dzielnicy
- Wieża Idei Dżucze
- Most Ongnyu
- Most Taedong
- Uniwersytet Muzyki i Sztuki Tanecznej